# Hauviné
Hauviné és un municipi francès situat al departament de les Ardenes i a la regió del Gran Est. L'any 2007 tenia 271 habitants.

## Demografia

### Població
El 2007 la població de fet de Hauviné era de 271 persones. Hi havia 104 famílies de les quals 20 eren unipersonals (8 homes vivint sols i 12 dones vivint soles), 32 parelles sense fills i 52 parelles amb fills.
La població ha evolucionat segons el següent gràfic:
Habitants censats

### Habitatges
El 2007 hi havia 115 habitatges, 102 eren l'habitatge principal de la família, 3 eren segones residències i 10 estaven desocupats. Tots els 114 habitatges eren cases. Dels 102 habitatges principals, 90 estaven ocupats pels seus propietaris, 10 estaven llogats i ocupats pels llogaters i 2 estaven cedits a títol gratuït; 4 tenien tres cambres, 20 en tenien quatre i 78 en tenien cinc o més. 85 habitatges disposaven pel capbaix d'una plaça de pàrquing. A 41 habitatges hi havia un automòbil i a 54 n'hi havia dos o més.

### Piràmide de població
La piràmide de població per edats i sexe el 2009 era:
| Homes | Edats   | Dones |
| ----- | ------- | ----- |
| 0     | 95 o +  | 0     |
| 0     | 90 a 94 | 0     |
| 0     | 85 a 89 | 4     |
| 0     | 80 a 84 | 0     |
| 4     | 75 a 79 | 4     |
| 4     | 70 a 74 | 8     |
| 4     | 65 a 69 | 0     |
| 8     | 60 a 64 | 8     |
| 12    | 55 a 59 | 8     |
| 8     | 50 a 54 | 4     |
| 0     | 45 a 49 | 4     |
| 8     | 40 a 44 | 12    |
| 12    | 35 a 39 | 12    |
| 16    | 30 a 34 | 12    |
| 4     | 25 a 29 | 0     |
| 0     | 20 a 24 | 0     |
| 0     | 15 a 19 | 12    |
| 16    | 10 a 14 | 12    |
| 8     | 5 a 9   | 12    |
| 4     | 0 a 4   | 16    |

## Economia
El 2007 la població en edat de treballar era de 171 persones, 129 eren actives i 42 eren inactives. De les 129 persones actives 121 estaven ocupades (67 homes i 54 dones) i 8 estaven aturades (2 homes i 6 dones). De les 42 persones inactives 14 estaven jubilades, 13 estaven estudiant i 15 estaven classificades com a «altres inactius».

### Ingressos
El 2009 a Hauviné hi havia 113 unitats fiscals que integraven 320 persones, la mediana anual d'ingressos fiscals per persona era de 17.080 €.

### Activitats econòmiques
Dels 6 establiments que hi havia el 2007, 1 era d'una empresa de comerç i reparació d'automòbils, 1 d'una empresa de transport, 1 d'una empresa d'hostatgeria i restauració, 1 d'una empresa financera i 2 d'empreses de serveis.
L'únic servei als particulars que hi havia el 2009 era un restaurant.
L'any 2000 a Hauviné hi havia 18 explotacions agrícoles que ocupaven un total de 1.926 hectàrees.

## Poblacions més properes
El següent diagrama mostra les poblacions més properes.